# José Torres Sala
José Torres Sala (1884 - ?) fou un advocat i polític valencià, fill d'Antonio Torres Orduña, diputat a les Corts Espanyoles durant la restauració borbònica.

## Biografia
Membre del Partit Conservador, el 1915 va substituir a les Corts Espanyoles pel districte de Pego al seu pare, escollit a les eleccions generals espanyoles de 1914. Disconforme amb la direcció del partit a mans de José Jorro Miranda, es passà al maurisme, amb el que es presentà per Dénia a les eleccions de 1916, però sí que ho fou per la Vila Joiosa a les de 1918, i senador el 1919. A les eleccions generals espanyoles de 1920 es presentà per la fracció ciervista, però no fou escollit. Després fou diputat provincial per Pego-Cocentaina. El 1930 intentà reorganitzar les forces monàrquiques a Pego, però un cop proclamada la Segona República Espanyola es va integrar a la Dreta Liberal Republicana amb Romualdo Catalá Guarner.